# Stendorf (Naumburg)
Stendorf ist eine Ansiedlung am Ortsteil Saaleck der Stadt Naumburg (Saale) im Burgenlandkreis in Sachsen-Anhalt.

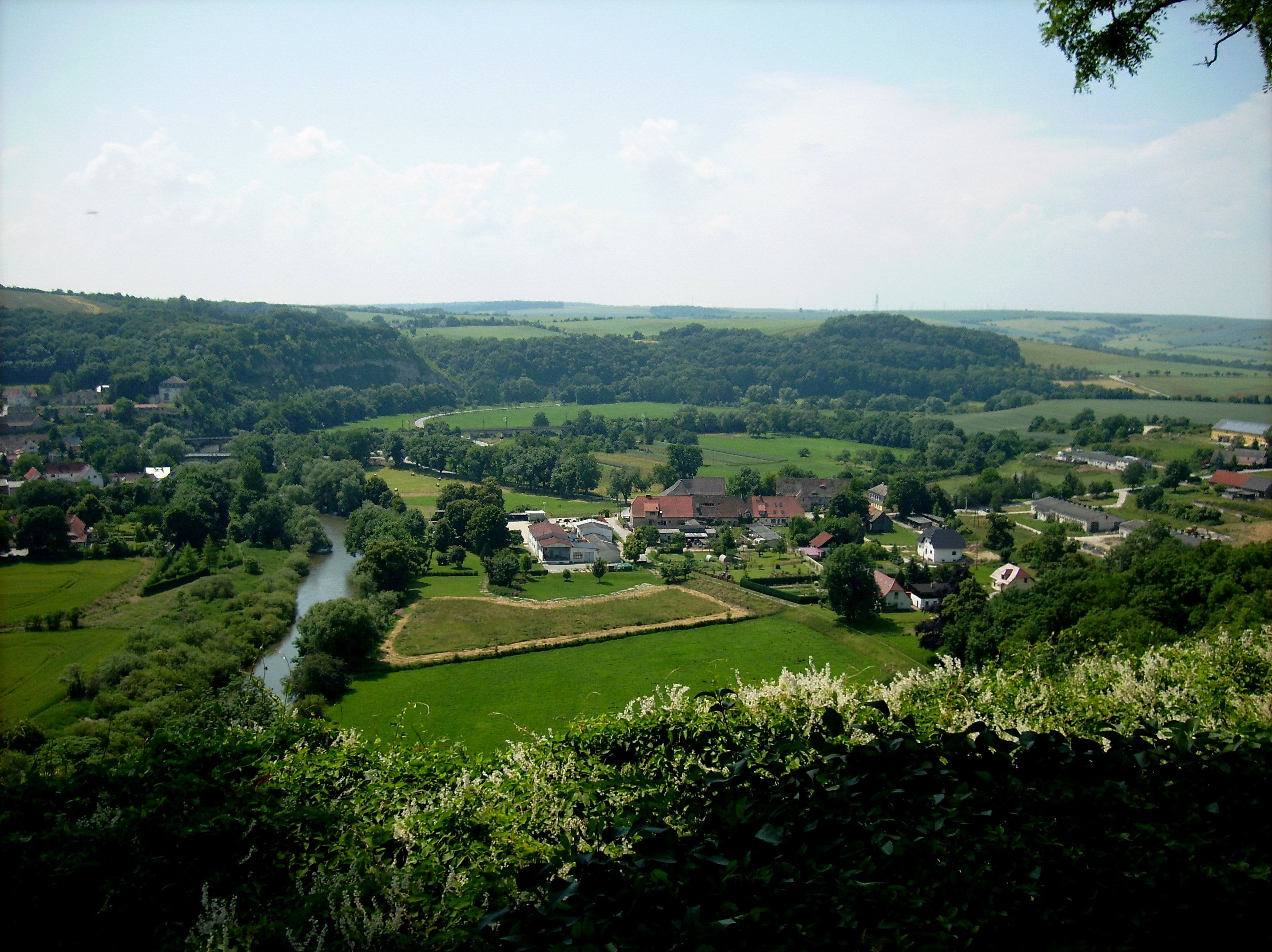
Blick auf Stendorf vom „Himmelreich“

## Lage
Die Ansiedlung Stendorf befindet sich unmittelbar nordwestlich  am Ortsteil Saaleck in der Saaleniederung unweit der Saale. Verkehrsmäßig ist die Ansiedlung mit einer Verbindungsstraße an die Landesstraße 203 angeschlossen. Diese Ansiedlung liegt mitten im Naturpark Saale-Unstrut-Triasland.

## Geschichte
Bereits zwischen 780 und 817 wurde diese Ansiedlung erstmals urkundlich genannt. Stendorf war zunächst Vorwerk der um 1050 erbauten Burg Saaleck, welche bis um 1213 im Besitz der Edelfreien von Saaleck und danach der Schenken von Saaleck aus dem Haus der Schenken von Vargula war. 1344 veräußerten sie die Burg Saaleck mit ihrem Besitz an die Naumburger Bischöfe, welche aus dem Gebiet das zum Hochstift Naumburg gehörige Amt Saaleck bildeten. Dieses kam 1544 an das Amt Naumburg. Nach dem Übergang von Burg und Amt Saaleck mit dem Vorwerk Stendorf an den albertinischen Kurfürsten August von Sachsen als Administrator im Jahr 1564, war die Burg Saaleck noch bis 1585 Wohnsitz eines Amtmanns. Nachdem er in das zur Burg gehörende Vorwerk Stendorf zog, wurde dieses zum Rittergut erhoben, während die herrenlose Burg verfiel.
Stendorf gehörte als Teil des Amts Naumburg zwischen 1656/57 und 1718 zum kursächsischen Sekundogenitur-Fürstentum Sachsen-Zeitz, danach zum Kurfürstentum Sachsen und ab 1806 zum Königreich Sachsen. Nach dem Beschluss des Wiener Kongresses im Jahr 1815 wurde Stendorf mit dem Amt Naumburg an das Königreich Preußen abgetreten und dem 1818 neu gebildeten Kreis Naumburg im Regierungsbezirk Merseburg der Provinz Sachsen zugeteilt.
Um 1850 erfolgte die Vereinigung des Ritterguts Stendorf mit der Gemeinde Saaleck. Besitzer des Ritterguts waren um 1766 die Familie von Kreutz und Ende des 19. Jahrhunderts bis Anfang des 20. Jahrhunderts die Familie von Römer und die Freiherren von Feilitzsch, letztere bis zur Bodenreform in der DDR im Jahr 1945. Am 1. Juli 1950 erfolgte die Eingemeindung von Saaleck mit Stendorf nach Bad Kösen. Durch dessen Eingemeindung in die Stadt Naumburg am 1. Januar 2010 ist Stendorf seitdem ein Ortsteil von Naumburg.